# Hitachi TRK–8010 K

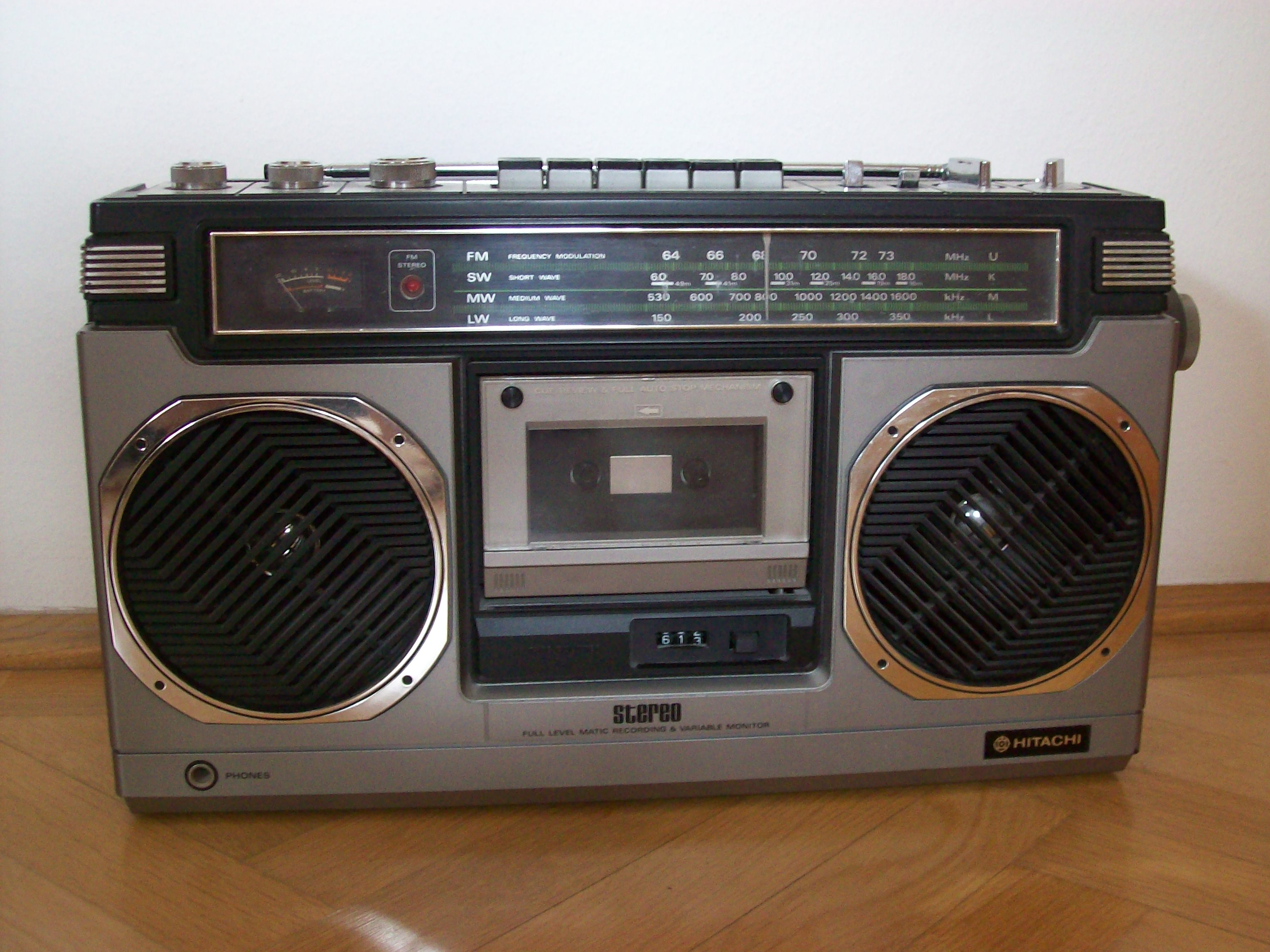

Hitachi TRK–8010 K típusjelű rádió-magnó. Gyártó: Hitachi Ltd., Tokyo, Japán.
Compact Cassette rendszerű sztereó magnót és sztereó műsorvételre alkalmas AM/FM rádiófrekvenciás egységet magába foglaló, sztereó végerősítőkkel felszerelt hordozható készülék. A rádiórész alkalmas hosszú-, közép-, rövid- és ultrarövidhullámú sávok vételére. Az URH sáv vétele az OIRT norma szerint lehetséges, a sávon sztereó műsorok is foghatók. A rádióműsor-vételt AM sávokon beépített ferritantenna, rövid- és ultrarövid-hullámokon pedig teleszkópantenna segíti.
A kazettás magnóval lehetséges szeretó hangfelvételek készítése a beépített rádióból, vagy a két beépített elektretmikrofon segédletésvel, vagy külső műsorforrásból. Műsoros kazetták egyaránt lejátszhatóak sztereó és mono sávrendszerrel is. A felvételi kivezérlést optimális szintre az automata szintszabályozó állítja be. A magnó fő üzemmódkapcsolói nyomógombok, melyek az erősítő rendszert és a futóművet mechanikai áttételekkel működtetik. Az üzemmódkapcsolók között megtalálható a műsorgyorskereső-állás is, melynek segítségével lejátszás közben gyorstekercseléssel kereshetőek az egyes műsorszámok. A magnó futóműve háromjegyű mechanikus számlálóval és önműködő szalagvégkapcsolóval is fel van szerelve.
Ezen készülékben megtalálható az ún. "Sleep" kapcsoló, amellyel előre programozható, hogy rádióból történő magnófelvétel esetén a szalagvégkapcsoló mindkét fokozatot kikapcsolja (áramtalanítsa), arra az esetre, ha a szalagtekercs a kazettában a végére ér és megakad.
Az erősítőrendszert egy kombinált funkciójú Deprez-műszerrel egészítették ki, amely alaphelyzetben a mindenkori tápegyenfeszültséget mutatja működés közben, magnófelvétel készítésénél pedig a kivezérlést jelzi. A magnóhoz használható vasoxidos és krómdioxidos szalag is, viszont a beépített fejek nem kopásálló kivitelben készültek. A beépített végerősítő két belső széles sávú hangszórót táplál, de emellett külső hangszórók vagy fejhallgató csatlakoztatására is biztosított a lehetőség.
Magyarországon 1981 és 1983 között lehetett kapni kereskedelmi forgalomban, 7500 forintos áron.

## Műszaki adatok és minőségi jellemzők

### Mechanikai adatok
- Üzemeltetési helyzet: függőleges
- Szalagtárolási rendszer: Compact Cassette
- Rögzítőhető sávrendszer: 2 x negyedsáv, sztereó
- Lejátszható sávrendszerek: 
  - 2 x negyedsáv, sztereó
  - félsáv mono
- Felvételi és lejátszási szalagsebesség: 4,76 cm/s ± 2%
- Szalagsebesség-ingadozás: ± 0,25%
- Gyorstekercselési idő C 60 kazettánál: 90 s
- Beépített motor: 1 db, egyenáramú
- Szalaghosszmérés: háromjegyű számlálóval
- Külső méretek: 128 x 250 x 428 mm
- Tömege: 2 kg (telepek nélkül)

### Hangfrekvenciás átviteli jellemzők
- Használható szalagfajták: 
  - vasoxidos (Fe2O3)
  - kóromdioxidos (CrO2)
- Frekvenciaátvitel szalagról mérve: 
  - 50...10 000 Hz ± 3 dB (Fe2O3)
  - 40...10 000 Hz ± 3 dB (CrO2)
- Jel-zaj viszony szalagról mérve, 1 kHz/0 dB jelnél: 
  - >= 45 dB (Fe2O3)
  - >= 48 dB (CrO2)
- Törlési csillapítás 1 kHz/0 dB jelnél: >= 60 dB
- Szalagról mért harmonikus torzítás, feszültségkimeneten, 333 Hz/0 dB jelnél:
  - >= 4% (Fe2O3)
  - >= 5% (CrO2)
- A végerősítő frekvenciaátvitele: 50...16 000 Hz
- A végerősítő harmonikus torzítása: <= 8%

### Üzemi adatok
- Felvételi és lejátszási korrekció: 
  - 3180 + 120 µs
  - 3180 + 70 µs
- Törlő és előmágnesező áram frekvenciája: 60 kHz ± 5 kHz
- Tápegyenfeszültség: 9 V
- Telepkészlet: 6 db 1,5 V-os R 20 góliátelem
- Hálózati tápfeszültség: 220 V, 50 Hz
- Teljesítményfelvétel hálózatból: 15 VA
- Megengedett hálózati feszültségingadozás: ±10 V

### Általános adatok
- Hangszínszabályozás:
  - 100 Hz-en ±12 dB
  - 10 kHz-en –12 dB
- Hangfrekvenciás bemenetek:
  - mikrofon: 2 x 0,1...20 mV/10 kOhm
  - feszültség: 2 x 0,1...20 mV/10 kOhm
- Hangfrekvenciás kimenetek:
  - jelfeszültség: 2 x 200...400 mV/6 kOhm
  - fejhallgató: 2 x 3,7 V/6 ohm
  - hangszóró: 2 x 2,3 V/4 ohm
- Hangfrekvenciás kimeneti teljesítmény:
  - telepes üzemben: 
    - 2 x 1,2 W (szinuszos)
    - 2 x 1,4 W (zenei)

  - hálózati üzemben:
    - 2 x 2 W (szinuszos)
    - 2 x 2,5 W (zenei)
- Beépített hangszóró: 2 db 3 W/4 ohm
- Kivezérlésmérő: 1 db 500 µA-es Deprez-műszer

### Rádiófrekvenciás adatok
- Vételi sávok: 
  - hosszúhullám, 150...350 kHz
  - középhullám, 530...1605 kHz
  - rövidhullám, 6...18 MHz
  - URH (OIRT norma), 64...73 MHz
- Vételi érzékenység:
  - hosszúhullámon: 1,2 mV/m
  - középhullámon: 400 µV/m
  - rövidhullámon: 45 µV/m
  - URH-n: 8 µV
- Vételi szelektivitás:
  - hosszúhullámon: >= 34 dB
  - középhullámon:  >= 30 dB
  - rövidhullámon:  >= 26 dB
  - URH-n: >= 26 dB
- Frekvenciaátvitel rádióműsor-vételnél:
  - AM sávokon: 65...3300 Hz
  - FM sávon: 50...10 000 Hz
- Demodulációs torzítás:
  - AM sávokon: <= 3%
  - FM sávon
    - mono vételnél: <= 1,5%
    - sztereó vételnél: <= 1,8%

### Szolgáltatások
- Pillanat-állj távvezérlés
- Felvételi együtthallgatás
- Beépített elektretmikrofon
- Automata szalagvégkapcsoló
- Műsorgyorskeresés

### Beépített erősítőelemek
- Tranzisztorok:
  - 3 db 2 SC 535 (C) (B)
  - 2 db 2 SC 460 (C)
  - 4 db 2 SC 1740 (R)
- Integrált áramkörök: 
  - 1 db HA 11 251
  - 1 db HA 11 227
  - 4 db HA 1406
  - 2 db LA 4112

### Mechanikus beállítási adatok
- A gumigörgő nyomóereje felvétel/lejátszás üzemmódban: 300...350 cN
- A felcsévélő tengelycsonk forgatónyomatéka gyorstekercselésnél: min 75 cN (mindkét irányban)
- A csévélő tengelycsonkok forgatónyomatéka gyorstekercselésnél: minimum 85 cN (mindkét irányban)
- Az automata szalagvégkapcsoló mechanikus érintkezőjének nyomatéka: 40 cN
- A hajtómotor fordulatszám-szabályozása: a motor védőpalástja alá beépített elektromos fordulatszám-szabályzóval, melyben a motor alján lévő trimmer potenciométerrel szabályozható a fordulatszám

### Áramfelvételi adatok
- Üresjáratban: 40 mA
- Gyorstekercselésnél: 260 mA
- Lejátszás üzemben: 220 mA (közepes hangerőnél)
- Felvételi üzemben: 250 mA
- Felvétel a beépített rádióból, közepes monitor hangerőnél: 300 mA
- Rádióműsor-hallgatás, legnagyobb hangerőnél: 500 mA

### Elektromos beállítások
- Előmágnesező áram: 
  - 0,9 mA (Fe2O3)
  - 1,1 mA (CrO2)
- Előmágnesező feszültség:
  - 90 mV (Fe2O3)
  - 110 mV (CrO2)

(az RT 401 jelű trimmer potenciométerrel szabályozható)
- Törlés: egyenáramú
- Törlőfeszültség: 6,3 V
- Beépített fejek:
  - 1 db félsávos törlőfej
  - 1 db 2 x negyedsávos kombináltfej

(a törlőfej ferritmagos, a kombináltfej keményített permalloyból készült fejmaggal működik)

### Rádiófrekvenciás beállítások
- AM középfrekvencia: 465 kHz
- FM középfrekvencia: 10,7 MHz
- Az AM oszcillátorok hangolása: a rádiófrekvenciás adatoknál megadott vételi sávok szélső frekvenciáin
- Az AM modulátorok hangolási pontjai:
  - hosszúhullámon: 155 kHz/345 kHz
  - középhullámon: 600 kHz/1400 kHz
  - rövidhullámon: 6,5 MHz/17 MHz
- Az FM oszcillátor hangolása: 64 MHz/73 MHz
- Az FM modulátor hangolása: 65 MHz/72 MHz